# İbrahim Tatlıses

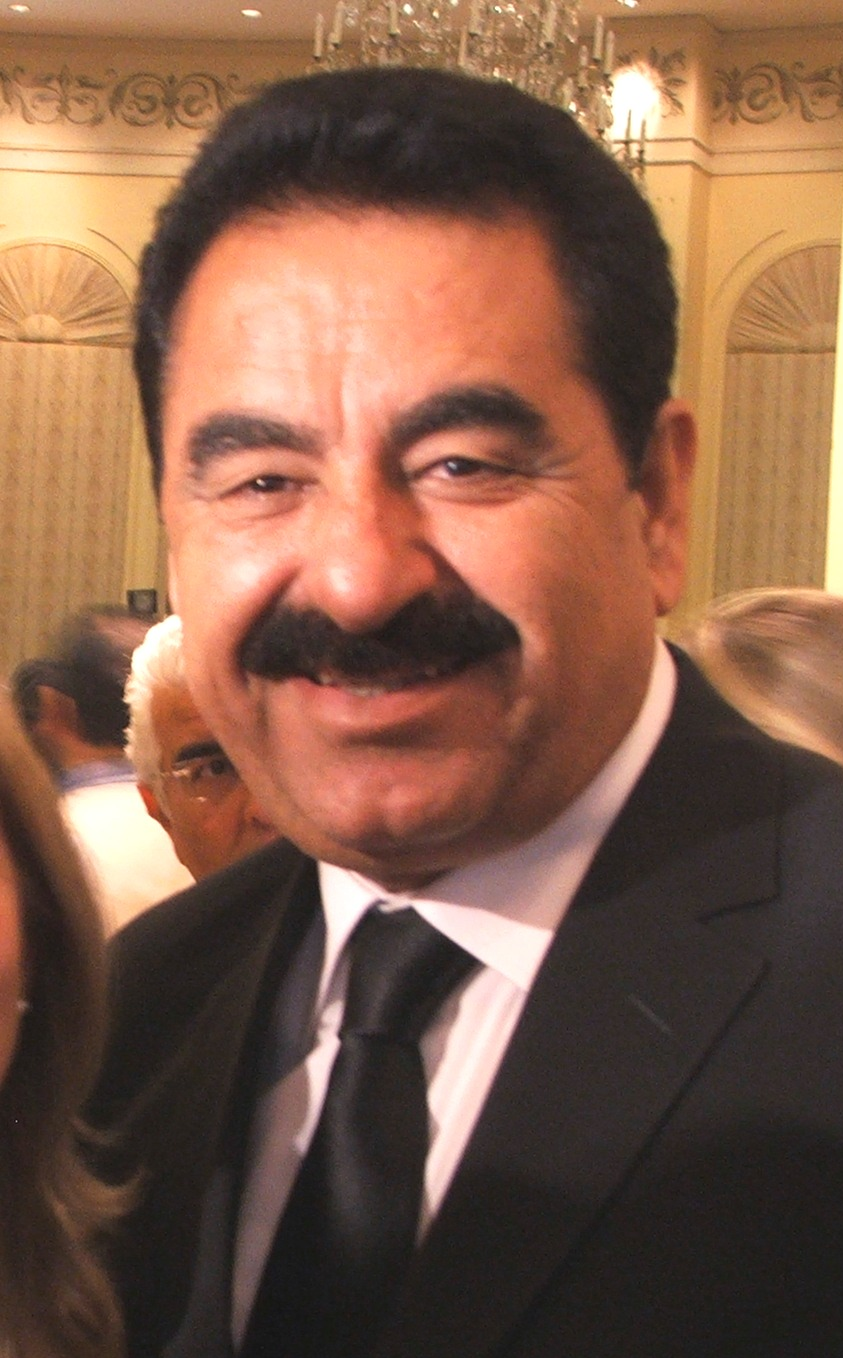
İbrahim Tatlıses (2007)

İbrahim Tatlıses, mit bürgerlichem Namen İbrahim Tatlı (* 1. Januar 1952 in Şanlıurfa), ist ein türkischer Schauspieler und Sänger arabisch-kurdischer Abstammung in der Türkei. Er gilt als einer der bekanntesten Vertreter des Popularmusikstils Arabeske und wird deswegen als „Imperator“ bezeichnet. Tatlıses ist außerdem als Fernsehmoderator, Produzent und Unternehmer in der Türkei medial präsent und geschäftlich erfolgreich.

## Leben und Karriere
İbrahim Tatlıses, genannt Ibo, wurde 1952 in Şanlıurfa in der Türkei als Sohn einer arabisch-kurdischen Familie geboren. Sein Künstlername „Tatlıses“ bedeutet „süße Stimme“. Schon in seiner Jugend sang er auf Hochzeiten und Festen. 1975 wurde ein Musikproduzent auf ihn aufmerksam, jedoch wurde sein erstes Album kein Erfolg. Im Alter von 23 Jahren zog er nach Istanbul. Er hielt sich zunächst mit Gelegenheitsjobs über Wasser, bis er 1978 sein zweites Album Ayağında Kundura herausbrachte. Dieses brachte ihm den Durchbruch und war der Beginn einer bis in die späten 1980er Jahre andauernden kommerziell erfolgreichen Karriere.
Spätestens seit seinem Auftritt bei der Harald Schmidt Show im Jahre 1998 ist er auch in Deutschland bekannt.
Tatlıses ist zugleich als Entertainer tätig. Vor allem genießt seine İbo Show in der Türkei große Beliebtheit, welche von 1993 bis 2011 lief und vom November 2020 bis zum Mai 2022 erneut ausgestrahlt wurde. Es folgten jährliche Silvester-Specials der Show.
Zudem gehören ihm mehrere Firmen, darunter Restaurantketten, eine Reisebusgesellschaft, eine Fluggesellschaft, ein eigener Radiosender, ein Fernsehsender, eine Käse- und Joghurtproduktionsfirma sowie eine Textilherstellungsfirma.
Der unverheiratete İbrahim Tatlıses hat fünf Kinder, wovon zwei (İdo Tatlıses und Dilan Çıtak) ebenfalls als Musiker erfolgreich sind.

## Politik
Für die Parlamentswahlen im Juli 2007 stellte sich İbrahim Tatlıses vorerst als Unabhängiger in seiner Heimatstadt Şanlıurfa, später dann mit der Genç Parti in Istanbul zur Wahl und erlitt eine herbe Wahlniederlage. Die Genç Parti erhielt rund 3 Prozent Stimmen und scheiterte damit deutlich an der 10-prozentigen Sperrklausel der Türkei.

## Attentat
Am späten Abend des 13. März 2011 wurde der Sänger nach der Aufzeichnung seiner İbo Show beim Sender Beyaz TV bei einem Attentat mit einer großkalibrigen Maschinenpistole schwer verletzt. Angaben zufolge wurde Tatlıses in den Kopf getroffen, woraufhin er mehrmals operiert wurde. Die Pressesprecher des behandelnden Krankenhauses berichteten in der Nacht, dass der Sänger außer Lebensgefahr sei. Am Abend des 16. März wurde ein polizeibekannter Unterweltboss als verdächtiger Auftraggeber festgenommen.

## Diskografie

### Alben
| Jahr | Album Name                                     | Information   |
| ---- | ---------------------------------------------- | ------------- |
| 1974 | Sevdimde Sevilmedin                            |               |
| 1975 | Bir Yol Göster                                 |               |
| 1975 | Şaşkın                                         |               |
| 1975 | Ayağında Kundura (Ölürem Ben)                  |               |
| 1975 | Ben İnsan Değil Miyim?                         |               |
| 1975 | Yağmur                                         |               |
| 1976 | Veremli Kız                                    |               |
| 1977 | Huzurum Kalmadı                                |               |
| 1978 | Doldur Kardas İçelim                           |               |
| 1978 | Ayağında Kundura                               |               |
| 1979 | Toprağın Oğlu Sabuha                           |               |
| 1980 | Acı Gerçekler                                  |               |
| 1980 | Ceylan                                         |               |
| 1980 | Gülmemiz Gerek                                 |               |
| 1981 | Gelme İstemem                                  |               |
| 1982 | Mutlu Ol Yeter                                 |               |
| 1982 | Yaşamak Bu Değil                               |               |
| 1983 | Yalan                                          |               |
| 1984 | Benim Hayatım                                  |               |
| 1985 | Mavi Mavi                                      |               |
| 1986 | Gülüm Benim / Gülümse Biraz                    |               |
| 1987 | Allah Allah / Hülya                            |               |
| 1988 | Star                                           |               |
| 1988 | Kara Zindan                                    |               |
| 1988 | Fosforlu Cevriyem                              | Konzert Album |
| 1989 | Anılarım (Kral'ın Konseri)                     | Konzert Album |
| 1989 | İnsanlar                                       |               |
| 1990 | Hesabım Var / Söylim Mi?                       |               |
| 1990 | Dünü Ve Bugünü İle                             |               |
| 1991 | Vur Gitsin Beni / Yemin Ettim                  |               |
| 1992 | Ah Keşkem                                      |               |
| 1992 | Seçmeler                                       |               |
| 1992 | Ben Aşk İçin Ölürüm                            |               |
| 1993 | Mega Aşk                                       |               |
| 1993 | Acisiyla Tatlisiyla (Kibariye & Müslüm Gürses) |               |
| 1993 | Zirvede İki Kral (& Ferdi Tayfur)              |               |
| 1994 | Haydi Söyle                                    |               |
| 1995 | Klasikleri                                     |               |
| 1996 | Türkü Dinle, Türkü Söyle, Türkü Oyna           |               |
| 1996 | Ben De İsterem                                 |               |
| 1998 | At Gitsin                                      |               |
| 1999 | Selam Olsun                                    |               |
| 2001 | Yetmez Mi?                                     |               |
| 2002 | Zulme Karşıyım (& Kahtalı Mıçe)                | Konzert Album |
| 2003 | İmparatorun Mazisi - Türkülerden Bir Demet     |               |
| 2003 | Tek Tek                                        |               |
| 2003 | Hahofaa                                        | Konzert Album |
| 2004 | İmparator Siler de Geçer                       |               |
| 2004 | Aramam                                         |               |
| 2005 | Sizler İçin                                    | EP            |
| 2007 | Türküler                                       |               |
| 2007 | Bulamadım                                      |               |
| 2008 | Neden?                                         |               |
| 2009 | Yağmurla Gelen Kadın                           |               |
| 2010 | Hani Gelecektin                                |               |
| 2014 | Tatlıses Klasiği                               | Kompilation   |
| 2015 | İbrahim Tatlıses Collection                    | Kollektion    |

### Schallplatten
| Jahr | Schallplatte                                       |
| ---- | -------------------------------------------------- |
| 1968 | İndim Gülün Bağına / Kırmızı Gülleri Fidan Eyledim |
| 1969 | Bu Gelen Atlımıdır / Bülbüller Düğün Eyler         |
| 1969 | Tilfindir Hastane / Zalimlik Yakışmaz Güzel Olana  |
| 1970 | Kara Kız / Beni Yakma Gel Güzelim                  |
| 1971 | Tatlı Dile Güler Yüze / Sevdimde Sevilmedim        |
| 1971 | Sebebi Sensin / Aşkın Beni Deli Eyledi             |
| 1971 | Züleyha / Sevin Kardeşim                           |
| 1972 | Karnı Büyük Koca Dünya / Ağlama Cananım            |
| 1972 | Yazık Oldu Gençliğime Ömrüme / Doy Doy             |
| 1973 | Fakirlik Taç Oldu / Beni Yakan Bir Gelin           |
| 1973 | Yeter Allah'ım / Asker Mektubu                     |
| 1973 | Kapıyı Çalan Kimdir / Niye Gittin Elin Oldun       |
| 1975 | Zeyno / Seven Bahtiyar Olmaz                       |
| 1975 | Erzurum Dağları / Ayağında Kundura (Ölürem Ben)    |
| 1976 | Düşenin Dostu Yoğimiş / Doldur Kardaş İçelim       |
| 1976 | Hışı Hışı Hançer / Elleri Pamuk                    |
| 1977 | Kapıyı Çalan Kimdir / Niye Gittin Elin Oldun       |
| 1977 | Maden Dağı / De Get Bayburt                        |
| 1977 | Can Hatice / Sana Eyvallah                         |
| 1978 | Kurban Olam O Kaşa Karaya / Tükendi Nakdi Ömrüm    |
| 1979 | Sabuha / Ayrılık Kolay Değil                       |
| 1980 | Bir Mumdur / Aman Kardaşım                         |
| 1980 | Ölürsem Kabrime Gelme İstemem / Seni Yakacaklar    |
| 1981 | Mutlu Ol Yeter / Bir Kulunu Çok Sevdim             |

### Singles (Auswahl)
- 1985: Mavi Mavi (Cameoauftritt von Hülya Avşar; Original: Ali Nazari – Cheshm Abi)
- 1985: Leylim Ley
- 1987: Allah Allah
- 1987: Kara Üzüm Habbesi
- 1987: Tosuno
- 1987: Dom Dom Kurşunu
- 1988: Esmerin Adı Oya (Original: Samira Tewfik – Asmar)
- 1994: Haydi Söyle (Cameoauftritt von Gülben Ergen)
- 1996: Fırat (Cameoauftritt von Gülben Ergen)
- 1996: Allahım Neydi Günahım (Cameoauftritt von Pınar Dilşeker)
- 1998: Rakı İçtim Şarap İçtim (Yaz Demedim Kış Demedim)
- 2001: Mavişim (Original: Sidi Mansour)
- 2003: Tek Tek
- 2003: Tabi Tabi
- 2003: Seni Sana Bırakmam
- 2004: Aramam
- 2004: Kal Benim İçin (Cameoauftritt von Demet Akalın)
- 2004: Kavur Balıkları
- 2004: Tamam Aşkım
- 2005: Bir Taş Attım Pencereye
- 2007: Bulamadım
- 2007: Ağrı Dağı (Cano Cano)
- 2008: Kop Gel Günahlarından
- 2009: Şemmame
- 2017: Gerçekten Iğrenç Bir Hayat (von Mezar Turizm – Hintergrundstimme)
- 2018: Yaylalar
- 2021: Gelmesin
- 2021: Dom Dom Kurşunu & Blow Your Mind (mit Dua Lipa, Mashup von Emrah Karaduman)
- 2023: Gözleri Bela Kız
- 2023: Kara Üzüm Habbesi (mit Tefo & Seko)
- 2024: Devamke

### Gastauftritte in Musikvideos
- 1989: Herşey Gönlünce Olsun (von Hülya Avşar)
- 1999: Seni Anan Benim İçin Doğurmuş (von Ebru Yaşar)

## Filme
| Jahr | Film                      | Rolle            |
| ---- | ------------------------- | ---------------- |
| 1978 | Sabuha                    | Faruk            |
| 1978 | Ayağında Kundura / Ceylan | İbrahim          |
| 1978 | Sabuha / Toprağın Oğlu    | İbrahim          |
| 1979 | Kara Yazma                | İbo              |
| 1979 | Kara Çadırın Kızı         | İbrahim          |
| 1979 | Fadile                    | İbrahim          |
| 1980 | Ayrılık Kolay Değil       | İbrahim          |
| 1980 | Çile                      | İbo              |
| 1981 | Seni Yakacaklar           | İbrahim          |
| 1981 | Yaşamak Bu Değil          | İbrahim          |
| 1981 | Tövbe                     | Mehmet           |
| 1982 | Yalan                     | Yusuf            |
| 1982 | Alişan                    | Alişan           |
| 1982 | Nasıl İsyan Etmem         | Hasan            |
| 1983 | Yorgun                    | İbrahim          |
| 1983 | Günah                     | Yaşar            |
| 1983 | Futboliye                 | Konuk Oyuncu     |
| 1984 | Sevdalandım               | Urfalı Kemal     |
| 1984 | Ayşem                     | İbrahim          |
| 1985 | Mavi Mavi                 | Kerim            |
| 1985 | Sevmek                    | Hasan            |
| 1985 | Yalnızım                  | Ferhat           |
| 1986 | Gülümse Biraz             | Urfalı İskender  |
| 1986 | Yıkılmışım Ben            | Yusuf            |
| 1986 | Sarhoş                    | İbrahim          |
| 1987 | Allah Allah               | İbrahim          |
| 1987 | Gülüm Benim               | Hıdır            |
| 1987 | Dertli Dertli             | Haydar           |
| 1988 | Aşıksın                   | İbrahim          |
| 1988 | Hülya                     | İbrahim Tatlıses |
| 1988 | Bir Kulum İste            | Urfalı Ferhat    |
| 1988 | Kara Zindan               | Cemal            |
| 1988 | Ben İnsan Değil Miyim     | İbrahim          |
| 1989 | Ceylan                    | İbrahim          |
| 1989 | Fosforlu                  | Şahin            |
| 1993 | Tetikçi Kemal             | Kemal Yılmaz     |
| 1997 | Fırat                     | Yusuf            |
| 2006 | Bulamadım                 | Ali              |

## Auszeichnungen
- 1995: Kral Türkiye Müzik Award in der Kategorie Bester türkischer Volksmusiker
- 1999: Altın Kelebek Award in der Kategorie Bester türkischer Volksmusiker
- 2002: Kral Türkiye Müzik Award in der Kategorie Bester Fantezi-Musiker
- 2004: Kral Türkiye Müzik Award in der Kategorie Bester Fantezi-Musiker
- 2005: Kral Türkiye Müzik Award in der Kategorie Bester Fantezi-Musiker
- 2006: Altın Kelebek Award in der Kategorie Bester türkischer Volksmusiker
- 2007: Altın Kelebek Award in der Kategorie Bester türkischer Volksmusiker
- 2008: Altın Kelebek Award in der Kategorie Bester Fantezi-Musiker
- 2009: Altın Kelebek Award in der Kategorie Bester Fantezi-Musiker
- 2010: Altın Kelebek Award in der Kategorie Bester Fantezi-Musiker
- 2011: Altın Kelebek Award in der Kategorie Bester Fantezi-Musiker
- 2012: Altın Kelebek Award in der Kategorie Bester Fantezi-Musiker